# چنگ ونتائو
چنگ ونتائو (انگلیسی: Cheng Wentao؛ زادهٔ ۱۸ مهٔ ۱۹۹۸) ورزشکار شنای موزون اهل چین است.
وی در مسابقات کشوری و بین‌المللی در مجموع برندهٔ ۵ مدال طلا، ۲ مدال نقره، ۱ مدال برنز شده است.